# 高野台 (つくば市)
高野台（こうやだい）は、茨城県つくば市の地名。現行行政地名は高野台一丁目から高野台三丁目。2011年8月1日現在の行政区別人口統計表による人口は1,941人。郵便番号は305-0074。

## 地理
つくば市の南部に位置し、筑波研究学園都市研究学園地区に属する。区域内には農業・食品産業技術総合研究機構等の施設が置かれている。一丁目は農業・食品産業技術総合研究機構関連施設、二・三丁目は住宅街となっており、三丁目には高野台公園、筑波国際協力事業団が置かれる。
東は下横場、西は観音台、南は池の台・牧園・菅間・若栗、北は南中妻と接している。

### 地価
住宅地の地価は、2014年（平成26年）1月1日の公示地価によれば、高野台3丁目12番20外の地点で4万700円/m2となっている。

## 歴史

### 町名の変遷
| 実施後       | 実施年月日                 | 実施前（各大字ともその一部） |
| ------------ | -------------------------- | --- |
| 高野台一丁目 | 1974年（昭和49年）11月22日 | 大字北中妻字黒松、大字南中妻字牛組地・字黒松 |
| 高野台一丁目 | 1977年（昭和52年）7月22日  | 大字谷田部字鷹野原、大字下横場字鷹野、大字南中妻字狐久保 |
| 高野台二丁目 | 1974年（昭和49年）11月22日 | 大字谷田部字鷹野原、大字下横場字西谷・字中山、大字北中妻字黒松、大字南中妻字牛組地・字黒松、大字館野字高野山                                                 |
| 高野台二丁目 | 1977年（昭和52年）7月22日  | 大字谷田部字鷹野原 |
| 高野台三丁目 | 1974年（昭和49年）11月22日 | 大字谷田部字鷹野原、大字下横場字中山・字西谷・字東林坊・字新地前・字大砂・字鷹野・字葉ノ木谷、大字市野台字葉ノ木谷・字長峰、大字館野字高野山、大字大中字長峰 |
| 高野台三丁目 | 1977年（昭和52年）7月22日  | 大字谷田部字鷹野原、大字下横場字鷹野 |

## 世帯数と人口
2017年（平成29年）8月1日現在の世帯数と人口は以下の通りである。
| 丁目        | 世帯数    | 人口    |
| ----------- | --------- | ------- |
| 高野台2丁目 | 555世帯   | 1,046人 |
| 高野台3丁目 | 674世帯   | 1,201人 |
| 計          | 1,229世帯 | 2,247人 |

## 小・中学校の学区
市立小・中学校に通う場合、高野台全域が小野川小学校、谷田部東中学校となる。

## 施設
- 農業・食品産業技術総合研究機構
- 高野台公園
- 筑波国際協力事業団